# Korijen (funkcija)
n-ti korijen danog  realnog broja x (aritmetički korijen) je  broj koji pomnožen sam sa sobom n puta daje x. Takav se i zapisuje kao {\displaystyle {\sqrt[{n}]{x}}}. Računska operacija kojom nalazimo korijen od nekog broja naziva se korjenovanje.:157 Dakle, primjerice, neka je
{\displaystyle y={\sqrt[{n}]{x}}}
Tada vrijedi i:
{\displaystyle y^{n}=x}
{\displaystyle y=x^{\frac {1}{n}}}
{\displaystyle x={\sqrt[{\frac {1}{n}}]{y}}}
{\displaystyle \log _{y}{x}=n}
U izrazu {\displaystyle {\sqrt[{n}]{a}}} prirodni broj {\displaystyle n} se naziva eksponent ili stupanj korijena, a broj {\displaystyle a} naziva se radikand (lat. radix znači korijen).:157
Najčešće se koristi kvadratni (drugi) korijen, koji se obično zapisuje bez eksponenta ({\displaystyle {\sqrt[{2}]{7}}={\sqrt {7}}}). Također se često koristi i kubni (treći) korijen.
Na skupu realnih brojeva, korijeni s parnim eksponentom (drugi, četvrti, šesti itd.) realni su samo za nulu i pozitivne brojeve. Kod negativnih brojeva određivanje parnog korijena zahtijeva uvođenje imaginarne jedinice (v. kompleksni brojevi).
U algebri se definicija korijena proširuje i na eksponente koji nisu cijeli, pa i na kompleksne brojeve. Međutim, korijen kompleksnog broja ne može se jedinstveno definirati kao niti njegov logaritam.

## Drugi korijen
Kada se pozitivan broj kvadrira, dobije se pozitivan broj. Kada se negativan broj kvadrira, dobije se opet pozitivan broj.
{\displaystyle {\begin{aligned}2\cdot 2=4\\(-2)\cdot (-2)=4\end{aligned}}}

Međutim, krivo je iz toga izvesti ideju da drugi korijen ima dva rješenja. Jedno pozitivno, a drugo negativno. Drugi korijen ima isključivo jedno nenegativno rješenje. Isto vrijedi i za sve ostale parne korijene.

Krivo je:
{\displaystyle {\begin{aligned}x^{2}&=4\\x&={\sqrt {4}}\\x&=\pm 2\end{aligned}}}

Ispravno je:
{\displaystyle {\begin{aligned}x^{2}&=4\\x&=\pm {\sqrt {4}}\\x&=\pm 2\end{aligned}}}

Jer vrijedi:
{\displaystyle {\begin{aligned}{\sqrt {4}}&=2\\{\sqrt {4}}&\neq -2\end{aligned}}}

## Neka svojstva
Za realne m, n ≠ 0 i x, y ≥ 0:
{\displaystyle {\sqrt[{n}]{\sqrt[{m}]{x}}}={\sqrt[{nm}]{x}}}
{\displaystyle {\sqrt[{n}]{x}}{\sqrt[{n}]{y}}={\sqrt[{n}]{xy}}}
{\displaystyle {\frac {\sqrt[{n}]{x}}{\sqrt[{n}]{y}}}={\sqrt[{n}]{\frac {x}{y}}}\quad \quad (y\neq 0)}
{\displaystyle {\sqrt[{n}]{x^{m}}}=({\sqrt[{n}]{x}})^{m}={\sqrt[{\frac {m}{n}}]{x}}=x^{\frac {n}{m}}}